# Lucio Cecchinello
Lucio Cecchinello (Venezia, 21 ottobre 1969) è un dirigente sportivo ed ex pilota motociclistico italiano.
Ritiratosi da pilota alla fine della stagione 2003, è rimasto nel motomondiale come dirigente del Team LCR, squadra che aveva fondato nel 1996. 

## Carriera

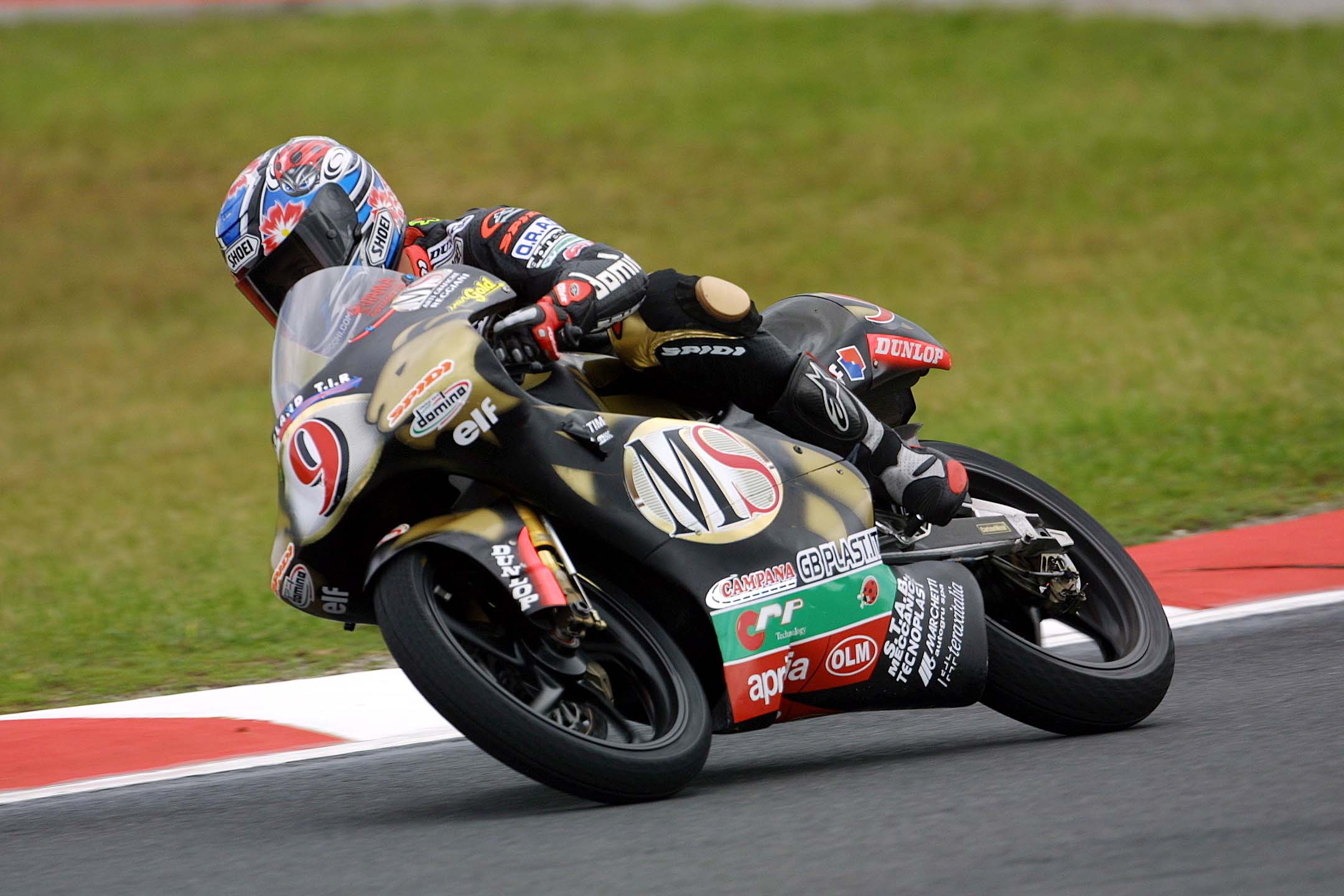
Cecchinello su Aprilia RS 125 R nel Gran Premio d'Australia 2001

Cecchinello iniziò a coltivare la sua passione per le gare motociclistiche dopo aver lavorato come meccanico presso i team in gare a livello nazionale e internazionale. Ha iniziato la sua carriera nel 1989, quando era un pilota nel campionato italiano Sport Production, su una Honda NSR 125. Nella sua terza gara a Monza, ha ottenuto la prima vittoria. Dopo aver conquistato nuove vittorie e pole position, è divenuto maggiormente consapevole dei propri mezzi e, nel 1990, ha concluso il campionato al secondo posto, dietro a Max Biaggi. Nel 1991, con un'Aprilia, chiude dodicesimo nel campionato europeo classe 125 mentre la stagione successiva è vice-campione continentale.
Nel motomondiale, ha esordito nella stagione 1993 in classe 125 con la Gazzaniga, ma senza ottenere risultati tali da fargli ottenere punti validi per la classifica mondiale. L'anno seguente, passato alla Honda, i risultati furono migliori e, al termine della stagione, si piazzò al 30º posto in classifica.
Nel 1995 ha invece partecipato al campionato Europeo Velocità, sempre nella stessa classe, aggiudicandosi il titolo in sella a una Honda.
Il 1996 segnò la svolta per Cecchinello: dopo aver organizzato un suo team per competere nel mondiale (chiamato Team LCR, sigla della dicitura Lucio Cecchinello Racing), ha ottenuto diversi buoni piazzamenti nei primi dieci posti, risultato ripetuto nei due anni successivi. Nel motomondiale 1998 ha ottenuto la sua prima vittoria, in occasione del Gran Premio di Madrid.
Nel 2001 Cecchinello, alla prima stagione con moto Aprilia, ottiene una nuova vittoria al Gran Premio motociclistico di Catalogna e finisce al quarto posto nella classifica piloti. Il 2002 è stato il suo anno migliore: ha ottenuto 3 vittorie e ha concluso nuovamente la stagione al quarto posto in classifica. Nel 2003, oltre a vincere nuovamente in Spagna, ha coronato il sogno di vincere il Gran Premio d'Italia, ritirandosi poi dall'attività agonistica al termine della stagione per dedicarsi unicamente all'attività dirigenziale della sua squadra.

## Risultati nel motomondiale
| 1993 | Classe | Moto      |    |     |     |    |    |    |     |    |    |    |    |     |    |  |  |  | Punti | Pos. |
| ---- | ------ | --------- | -- | --- | --- | -- | -- | -- | --- | -- | -- | -- | -- | --- | -- |  |  |  | ----- | ---- |
| 1993 | 125    | Gazzaniga | NQ | Rit | Rit | 18 | 28 | 26 | Rit | 18 | 25 | 26 | 24 | Rit | 22 |  |  |  | 0     |      |

| 1994 | Classe | Moto  |    |    |    |    |    |    |    |     |  |    |    |    |     |    |  |  | Punti | Pos. |
| ---- | ------ | ----- | -- | -- | -- | -- | -- | -- | -- | --- |  | -- | -- | -- | --- | -- |  |  | ----- | ---- |
| 1994 | 125    | Honda | 18 | 21 | NP | 19 | 19 | 14 | 15 | Rit |  | 23 | 17 | 17 | Rit | 14 |  |  | 5     | 30º  |

| 1996 | Classe | Moto  |     |    |   |     |   |     |     |    |   |    |   |     |     |   |   |  | Punti | Pos. |
| ---- | ------ | ----- | --- | -- | - | --- | - | --- | --- | -- | - | -- | - | --- | --- | - | - |  | ----- | ---- |
| 1996 | 125    | Honda | Rit | 12 | 7 | Rit | 6 | Rit | Rit | 14 | 9 | 18 | 8 | Rit | Rit | 7 | 6 |  | 59    | 15º  |

| 1997 | Classe | Moto  |    |     |    |   |     |     |     |     |   |   |    |   |   |    |   |  | Punti | Pos. |
| ---- | ------ | ----- | -- | --- | -- | - | --- | --- | --- | --- | - | - | -- | - | - | -- | - |  | ----- | ---- |
| 1997 | 125    | Honda | 10 | Rit | 15 | 8 | Rit | Rit | Rit | Rit | 5 | 8 | 10 | 5 | 6 | 13 | 7 |  | 73    | 14º  |

| 1998 | Classe | Moto  |   |    |     |     |   |   |   |   |    |   |     |   |   |   |  |  | Punti | Pos. |
| ---- | ------ | ----- | - | -- | --- | --- | - | - | - | - | -- | - | --- | - | - | - |  |  | ----- | ---- |
| 1998 | 125    | Honda | 4 | 12 | Rit | Rit | 5 | 1 | 4 | 6 | NP | 3 | Rit | 4 | 7 | 3 |  |  | 130   | 5º   |

| 1999 | Classe | Moto  |    |   |   |     |   |   |     |     |   |   |     |     |   |   |    |     | Punti | Pos. |
| ---- | ------ | ----- | -- | - | - | --- | - | - | --- | --- | - | - | --- | --- | - | - | -- | --- | ----- | ---- |
| 1999 | 125    | Honda | 17 | 6 | 2 | Rit | 9 | 5 | Rit | Rit | 3 | 3 | Rit | Rit | 2 | 8 | 21 | Rit | 108   | 9º   |

| 2000 | Classe | Moto  |    |    |     |   |   |     |     |   |   |     |   |   |   |   |    |     | Punti | Pos. |
| ---- | ------ | ----- | -- | -- | --- | - | - | --- | --- | - | - | --- | - | - | - | - | -- | --- | ----- | ---- |
| 2000 | 125    | Honda | 11 | 18 | Rit | 6 | 7 | Rit | Rit | 4 | 7 | Rit | 4 | 4 | 8 | 5 | SQ | Rit | 91    | 11º  |

| 2001 | Classe | Moto    |   |    |   |   |     |   |     |   |   |   |    |   |   |   |   |     | Punti | Pos. |
| ---- | ------ | ------- | - | -- | - | - | --- | - | --- | - | - | - | -- | - | - | - | - | --- | ----- | ---- |
| 2001 | 125    | Aprilia | 6 | 19 | 2 | 5 | Rit | 1 | Rit | 5 | 5 | 2 | 16 | 8 | 4 | 5 | 3 | Rit | 156   | 4º   |

| 2002 | Classe | Moto    |   |     |   |   |   |   |   |     |     |   |   |    |     |   |   |   | Punti | Pos. |
| ---- | ------ | ------- | - | --- | - | - | - | - | - | --- | --- | - | - | -- | --- | - | - | - | ----- | ---- |
| 2002 | 125    | Aprilia | 9 | Rit | 1 | 1 | 6 | 4 | 5 | Rit | Rit | 1 | 6 | 10 | Rit | 2 | 2 | 8 | 180   | 4º   |

| 2003 | Classe | Moto    |   |   |   |   |   |     |    |    |   |     |     |    |     |     |     |   | Punti | Pos. |
| ---- | ------ | ------- | - | - | - | - | - | --- | -- | -- | - | --- | --- | -- | --- | --- | --- | - | ----- | ---- |
| 2003 | 125    | Aprilia | 4 | 8 | 1 | 2 | 1 | Rit | 16 | 10 | 8 | Rit | Rit | 18 | Rit | Rit | Rit | 9 | 112   | 9º   |

| Legenda | 1º posto        | 2º posto            | 3º posto            | A punti      | Senza punti        | Grassetto – Pole position Corsivo – Giro più veloce |
| Legenda | Gara non valida | Non qual./Non part. | Ritirato/Non class. | Squalificato | '-' Dato non disp. | Grassetto – Pole position Corsivo – Giro più veloce |